# John Blow
John Blow (batejat el 23 de febrer de 1649 - 1 d'octubre de 1708) va ser un compositor i organista anglès. Entre els seus alumnes figuren William Croft i Henry Purcell.
Probablement va néixer en North Collingham, al comtat de Nottingham. Va ser corista de la Chapel Royal, i es va distingir allà per la seva excel·lència musical. Va compondre diversos himnes a una edat molt primerenca, com Lord, Thou host been our refuge («Senyor, tu ets el nostre refugi»), Lord, rebuke me not («Senyor, no em renyis»), i l'anomenat "himne social" I will always give thanks («Sempre donaré gràcies»), compost en col·laboració amb Pelham Humfrey i William Turner, probablement en honor d'una victòria dels anglesos sobre els holandesos, o potser simplement per commemorar l'amistat escolar entre els tres coristes.
D'aquella època també existeix la composició per a dues parts de Robert Herrick, Goe, perjur'd man, escrita a petició de Carles II d'Anglaterra que imita Dite, o cieli de Giacomo Carissimi. El 1669, Blow va ser nomenat organista de l'abadia de Westminster i el 1673 va ser designat cavaller de la Chapel Royal. El setembre del mateix any es va casar amb Elizabeth Braddock, que va morir quan anava de part, deu anys després.
Blow va ser nomenat el 1685 com un dels músics privats del rei Jaume II d'Anglaterra. El 1678 estava doctorat en música, i entre 1680 i 1687 va escriure l'única òpera que encara sobreviu, Venus i Adonis.
El 1687 va ser nomenat mestre de cor de la Catedral de Saint Paul a Londres. El 1695 va ser elegit organista de Santa Margarida a Westminster, i es diu que va reprendre la seva feina com a organista a l'Abadia de Westminster del qual s'havia retirat el 1680 per cedir-li el lloc al seu alumne Henry Purcell. El 1699 va ser nomenat de "Composer to the Chapel Royal", compositor de la capella reial, i entre els seus alumnes tingué en Daniel Roseingrave, Thomas Tudway, o en John Reading (III).

## Obra
De John Blow es coneixen actualment unes quaranta obres de culte i més de cent himnes. Va compondre odes per al cap d'any de 1682, 1683, 1687, 1688, 1689, 1693, 1694, 1696 i 1700. Té odes i composicions similars per a la celebració del dia de Santa Cecília (1684, 1691, 1695 i 1700). Dos himnes per a la coronació de Jaume II: Behold, o God, our Defender («Contempla, Senyor, el nostre defensor») i God spake sometimes in visions («Déu parla de vegades en visions»). Va compondre així mateix algunes peces per a clavicordi, incloses en la segona part del Musick's handmaid de Henry Playford, el Epicedium for Queen Mary (1695) i Ode on the Death of Purcell (Oda a la mort de Purcell) (1696).
El 1700 va publicar els seus Amphion Anglicus, una col·lecció de peces de música per a una, dues, tres i quatre veus, amb baix continu. Una famosa pàgina de la History of Music (Història de la Música) de Charles Burney, il·lustra les "crueses" de la composició de Blow, moltes de les quals només mostren mèrits en els esforços d'expressió immadura, característics de la música anglesa del període. Altres "crueses", on en la seva crítica Burney diu "que es troba perdut", són assoliments realment excel·lents.
Blow va morir el 1708, a la seva casa de Broad Sanctuary, i va ser sepultat a l'ala nord de l'abadia de Westminster.

## Media
Escoltar El Prelude de John Blow (arxiu MIDI).